# 圣伯多禄圣保禄堂 (伯尔尼)
圣伯多禄圣保禄堂（德语：Kirche St. Peter und Paul）是一座旧天主教会教堂，位于瑞士伯尔尼。已被列入瑞士国家和区域重要文化财产名录。

## 历史

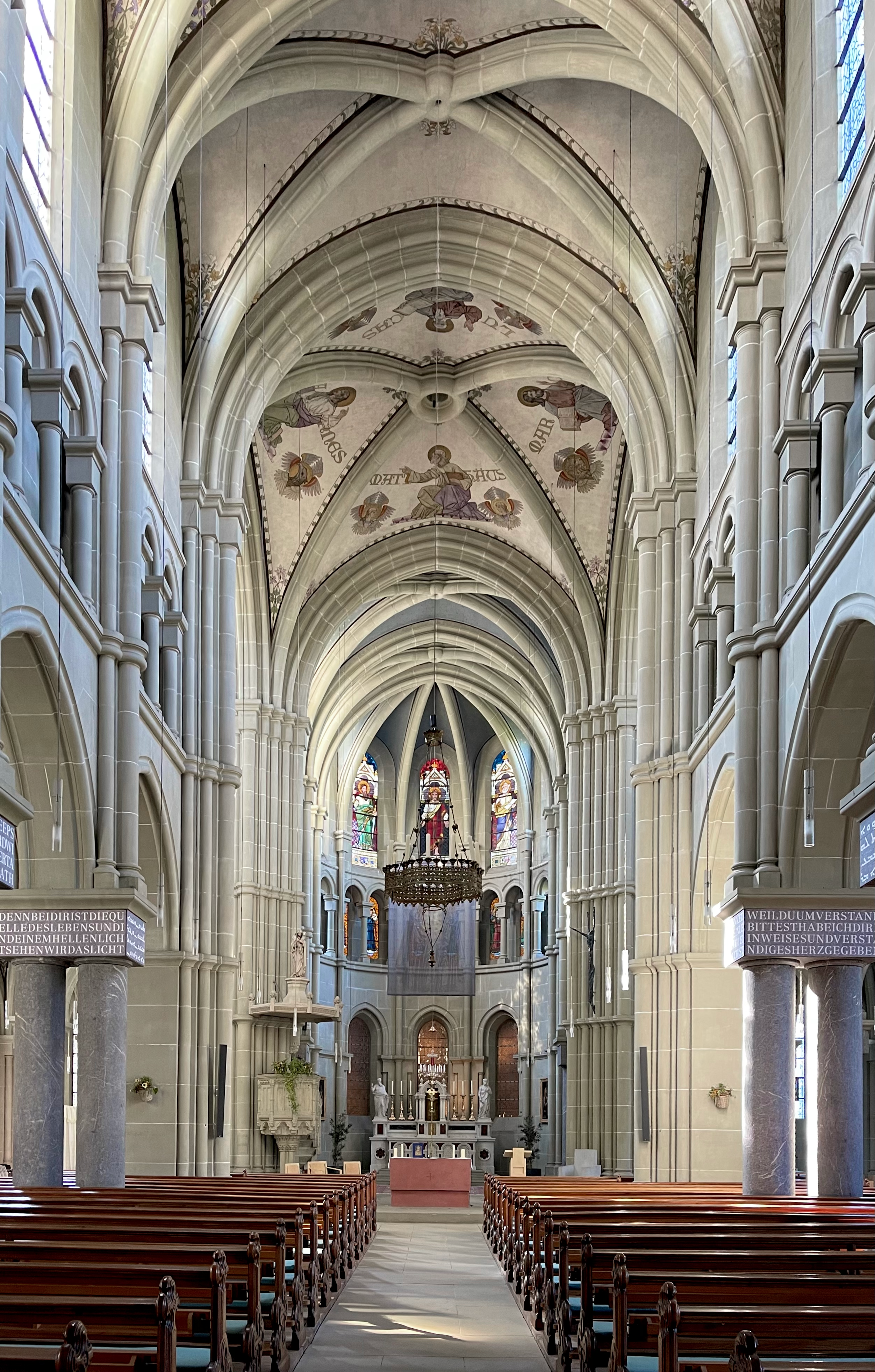

16世纪宗教改革期间，伯尔尼市接受新教信仰，此后的几百年中，没有天主教堂。 1798年法国入侵瑞士后，伯尔尼的天主教徒在伯尔尼大教堂的唱经楼举行弥撒。1804年，他们迁往兵工厂街，与新教徒合用法国教堂。
圣伯多禄圣保禄堂始建于1858年，这是伯尔尼自宗教改革以来建造的第一座天主教堂。它建在伯尔尼市政厅旁边，旁边，位于粮仓（建在1787年被烧毁的造币厂的废墟上）的原址。教堂由皮埃尔·约瑟夫、爱德蒙·德珀特和 H. 马尔哈尔设计，风格兼有罗马式和法国主教座堂的哥特式。建设始于1858年，由伊曼纽尔·穆勒监督，于1864年完工。1864年11月13日，在教堂里举行了第一场弥撒。 梵蒂岡第一屆大公會議（1869-1870年）以后，瑞士的一些天主教徒不满，分裂组建旧天主教会。1875年，圣伯多禄圣保禄堂成为旧天主教会的伯尔尼本堂。
1965-67年，钟楼和南立面进行了翻新。